# Ramous
Ramous is een gemeente in het Franse departement Pyrénées-Atlantiques (regio Nouvelle-Aquitaine) en telt 411 inwoners (2004). De plaats maakt deel uit van het arrondissement Pau.

## Geografie
De oppervlakte van Ramous bedraagt 7,6 km², de bevolkingsdichtheid is 54,1 inwoners per km².
De onderstaande kaart toont de ligging van Ramous met de belangrijkste infrastructuur en aangrenzende gemeenten.

## Demografie
Onderstaande figuur toont het verloop van het inwonertal (bron: INSEE-tellingen).